# Assedio della Mirandola (1735)
L'assedio  della Mirandola del 1735 fu uno scontro militare avvenuto nell'ambito della guerra di successione polacca.
Pur avendo subito una breccia nelle mura a causa di una mina o la perdita di un fortino, Mirandola riuscì a resistere per un mese all'assedio, capitolando poi per l'esaurimento di munizioni e viveri.

## Antefatti

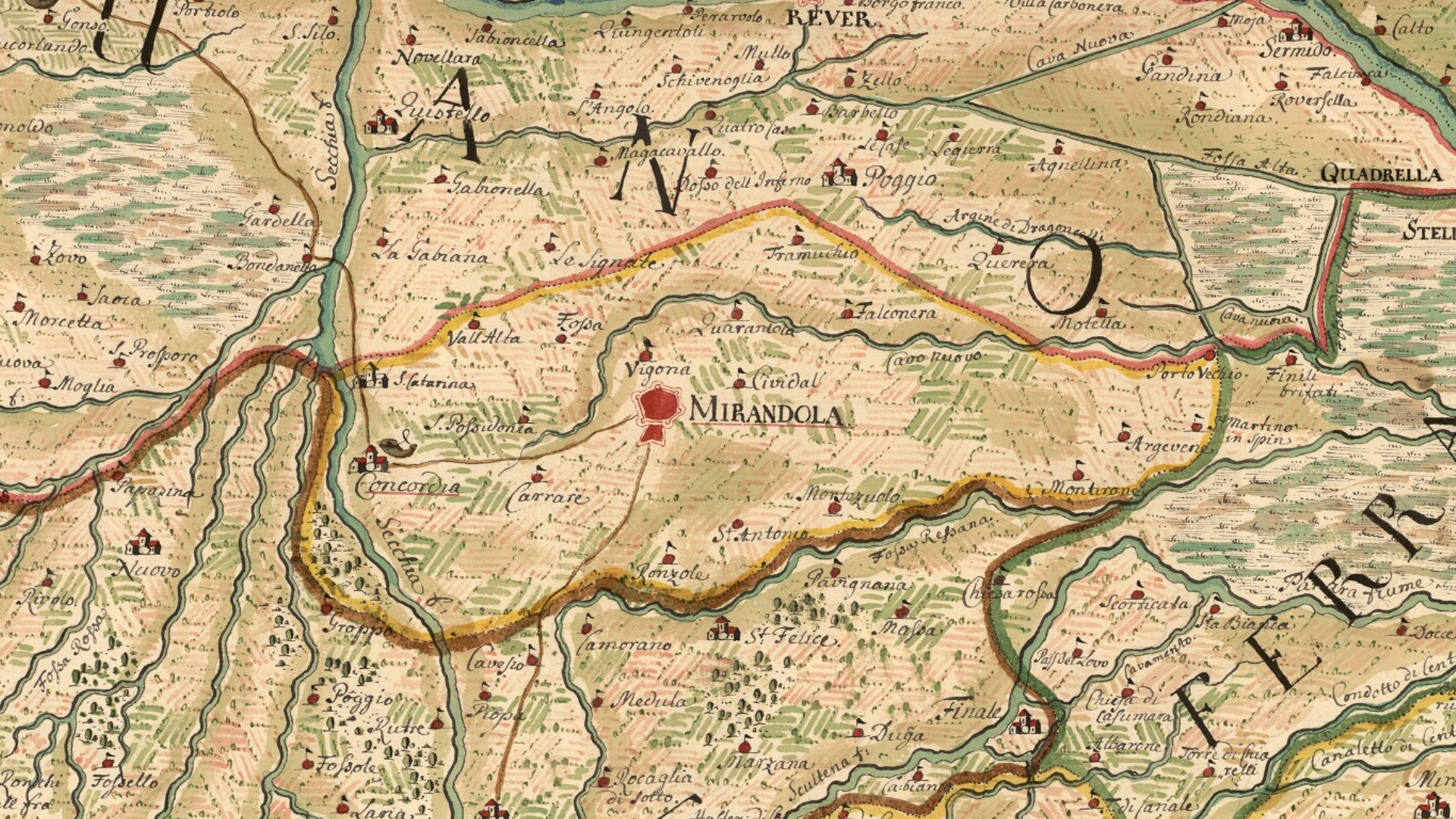
Mappa di Mirandola (1732)

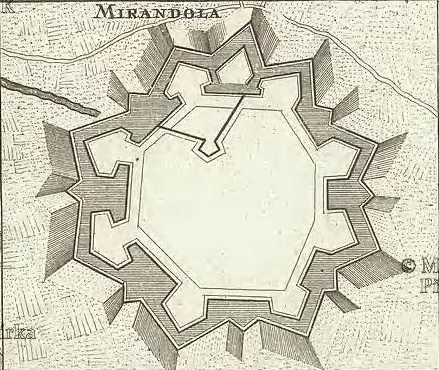
Matthäus Seutter, Mirandola nel Theatrum belli per Italiam del 1734

Iniziata la campagna italiana della guerra di successione polacca, l'improvviso successo del re di Sardegna Carlo Emanuele III in Lombardia costrinse i tedeschi a lasciare sguarnita la piazzaforte di Mirandola per rafforzare quella di Mantova, cosicché nella metà di gennaio del 1734 le truppe spagnole comandate dal generale duca di Liria entrarono senza difficoltà a Mirandola, dalla quale ripartono il 12 febbraio per andare verso Napoli per la conquista borbonica delle Due Sicilie.
Lasciata libera la città, la stessa viene subito occupata dalle truppe francesi del maresciallo di Coigny che aveva il quartier generale a San Benedetto Po. Peraltro, i francesi scapparono da Mirandola molto precipitosamente (lasciando persino i propri bagagli), non appena vennero a conoscenza che l'esercito austriaco del generale conte Claudio Florimondo di Mercy aveva improvvisamente varcato il fiume Po; gli imperiali occuparono anch'essi la Mirandola, rifornendola senza risparmio di munizioni da guerra. Tuttavia, la morte del conte di Mercy nella battaglia di San Pietro del 29 giugno scatenò lo scontro tra francesi e tedeschi per la conquista del Ducato di Modena:: Mirandola venne allora affidata al barone di Stentsch e l'8 agosto ricevette un rinforzo di 700 fanti che insieme al presidio già esistente rinforzarono le fortificazioni mirandolesi.
All'inizio dell'ottobre 1734 il maresciallo Jean-Baptiste Desmarets, marchese di Maillebois, al comando di 6 000 uomini, un buon treno d'artiglieria e un gran numero di guastatori, lanciò l'assedio della Mirandola che all'epoca disponeva di soli 300 uomini di presidio. I bombardamenti francesi durarono per nove giorni e tempestarono senza pietà la fortezza e la città, distruggendone i bastioni, le abitazioni e le contrade. L'11 ottobre i francesi conquistarono gli spalti delle mura, dove il giorno seguente aprirono una piccola breccia, che però non consentì loro l'ingresso nella cittadella. Peraltro, il barone di Stentsch resisteva strenuamente incitando i propri soldati, sapendo che erano in arrivo i rinforzi. Infatti il maresciallo conte di Königsegg (che aveva preso il posto del defunto conte di Mercy) fece gettare un ponte sul fiume Po a Mirasole (San Benedetto Po): tale notizia fece scappare i francesi così frettolosamente che si dimenticarono sotto le mura mirandolesi otto grossi cannoni (tolti da Modena), due mortai da bombe e 60 carri di munizioni.

## Storia

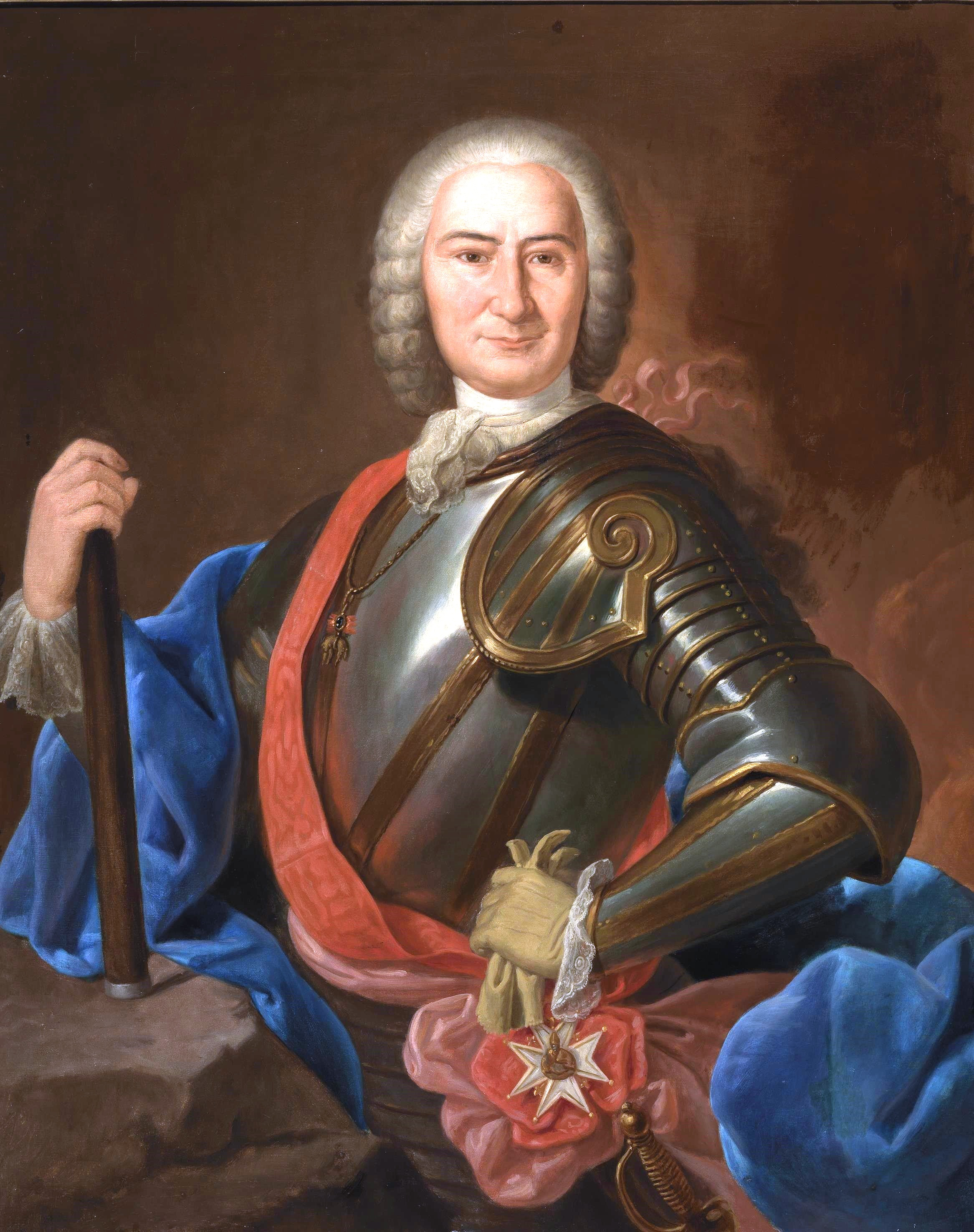
José Carrillo de Albornoz, duca di Montemar

Dopo la conquista della cittadella di Messina e della Sicilia, verso la metà di maggio del 1735 un esercito di 20 000 soldati di varie nazioni comandate dal capitano generale duca di Montemar giunse nel territorio bolognese e in breve tempo conquistò buona parte della Lombardia insieme alle forze francesi e savoiarde, facendo arretrare verso il Trentino i tedeschi, i quali ormai possedevano sole le uniche due fortezze di Mirandola e Mantova.
Già dal 29 maggio un distaccamento spagnolo era giunto nei pressi di Mirandola..
Verso la metà di luglio del 1735, il duca di Montemar si accinse ad espugnare la Mirandola. La piazzaforte era difesa dal barone di Stentsch al comando di circa 900 soldati (ne sarebbero serviti almeno 3 000 per poter resistere all'assedio).
Mentre i franco-sardi prendevano posizione, il duca di Montemar marciò verso Concordia sulla Secchia insieme a 12 battaglioni e 6 reggimenti di cavalleria. Il 14 luglio Montemar inviò l'ultimatum al comandante colonnello Stentsch, che rifiutò. Il giorno successivo il generale spagnolo ispezionò i dintorni e il 16 luglio fece piantare l'accampamento a Camurana di Medolla, a circa tre chilometri a sud di Mirandola. Nella notte tra il 21 e 22 luglio venne approntata una batteria di mortai presso Casa Boretti e la mattina del 23 luglio iniziarono i bombardamenti. Pochi giorni dopo, vennero aggiunte due batterie di cannoni (18 grossi) in direzione dei bastioni dei Signori (o di Bonaga) e dei Serviti.

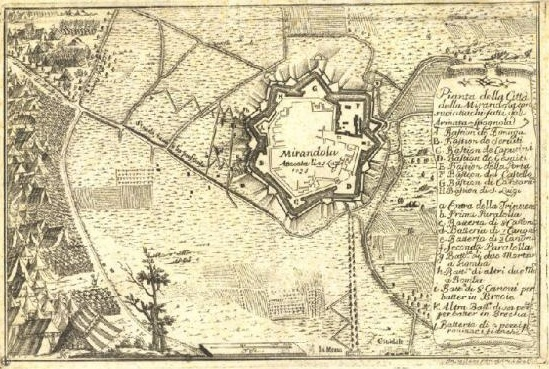
Pianta della città di Mirandola e suoi attacchi del 1735

L'approccio degli spagnoli alle mura mirandolesi proseguì però molto lentamente, sia per l'ostacolo costituito dai numerosi fortini che erano stati approntati tutto intorno alla cittadella per ostacolare l'avanzata dei nemici sia per il disturbo causato dalle frequenti sortite dei tedeschi. Ci vollero quattro settimane perché gli spagnoli giungessero sotto gli spalti delle mura della città assediata: qui realizzarono una trincea parallela, che venne alzata fino a dominare la strada coperta; al tempo stesso vennero predisposte quattro batterie da breccia che iniziarono a colpire i due bastioni meridionali, ma senza indebolire particolarmente gli assediati.
Il 22 agosto è registrata la morte dell'Ingeniero extraordinario don Francisco Brilli del Real Cuerpo de Ingenieros.

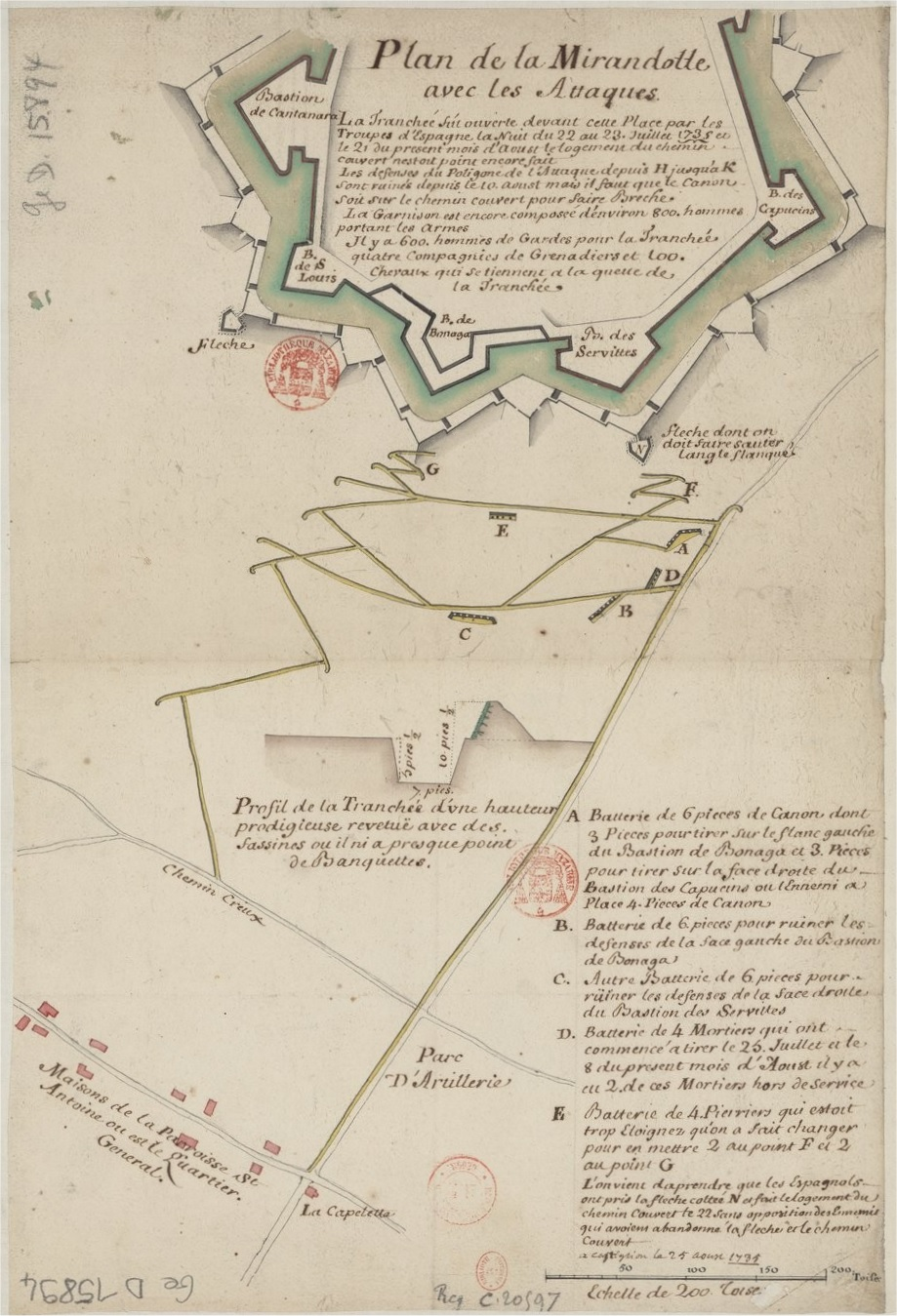
Piano di attacco alla Mirandola del 25 agosto 1735

La sera del 25 agosto, verso le ore 22:00, vennero fatte brillare due mine nei pressi di un sagliente difeso da 60 uomini, che riuscirono a salvarsi infilandosi nella breccia causata dell'esplosione; il reggimento Castilla però non ne approfittò e rimase all'esterno della cittadella. La breccia causò il panico delle truppe tedesche, ma il barone di Stentsch riuscì a calmare gli animi e inviare a quel varco una riserva di uomini che scambiarono colpi di moschetto con i nemici per tutta la notte, mentre gli assedianti si avvicinarono e si stabilirono definitivamente con una gabbionata sotto lo spalto. Il bilancio dello scontro di quella notte fu di 30 morti e 118 feriti per gli spagnoli e solo 9 morti e 12 feriti per gli assediati.
Il 26 agosto il colonnello Stentsch tenne il consiglio di guerra per fare il punto della situazione: il federmaresciallo Wallis aveva rifornito la fortezza per poter resistere almeno quattro settimane (e ne erano già trascorse cinque), le palle di cannone scarseggiavano, il cibo stava per finire, il presidio militare era sfinito, molti ufficiali erano malati o feriti, mentre dei 1300 soldati, 150 erano malati, 100 feriti e 50 erano morti. Nel pomeriggio, il consiglio di guerra decise così di inviare un tamburino per tentare la capitolazione, con la resa della fortezza e la libera uscita dei vinti. Il luogotenente spagnolo Antonio Pedro Nolasco de Lanzós y Taboada, conte di Maceda (che aveva preso il comando dell'assedio in sostituzione del duca di Montemar che era andato a Livorno per sollecitare l'arrivo dell'artiglieria necessaria per l'assedio di Mantova) rifiutò la proposta pretendendo di catturare gli assediati come prigionieri di guerra. Conseguentemente, il barone di Stentsch fece sapere che, benché infermo, avrebbe continuato a difendersi fino al termine delle munizioni.
Il 28 agosto il preposto di Mirandola, il clero, il podestà e una rappresentanza di cittadini mirandolesi, stremati da 38 giorni di assedio, 12-13 000 bombe e 15 000 palle di cannone cadute sulla città, si recarono dal colonnello Stentsch supplicandolo di concedere la resa, rappresentandogli «essere già mezza la città un mucchio di rovine, quasi tutte le case danneggiate, avere essi avuto pazienza sino allora, sino a che il Colonnello era sano e che lo vedevano dappertutto a invigilare, ma ora, malato lui e il Luogotenente-Colonnello, dovere essi temere, che, forse per l’errore di qualcun altro, il nemico s’impossessi della città e la metta a sacco». Il colonnello Stentsch, pur confortandoli al meglio che potesse, rimase fermo sulla sua decisione di resistere fino all'ultimo, per quanto gli fossero rimaste solo 9 casse di proiettili da fucile e qualche munizione d'artiglieria: «Che gli Spagnuoli non avevan per anche fatta breccia necessaria, né si erano cogli approcci avvicinati ai fortini né alla strada coperta, avendo solamente atteso a far profondi e larghi fossi, ne’ quali camminavano i cani, ed eglino a cavallo, senz'essere veduti; laonde egli non poteva desistere dal fuoco e difesa, senza faccia di codardo, fellone e traditore di Sua Maestà Cesarea».

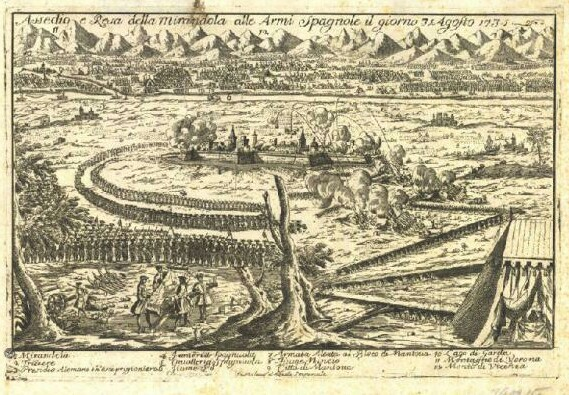
La resa di Mirandola: la guarnigione alemanna esce dalla città

Esaurite da giorni le medicine, il 29 agosto venne distribuito l'ultimo pane, mentre i fucili e l'artiglieria erano ormai inservibili.
Il 30 agosto rimanevano nei magazzini di Mirandola solo 72 palle di cannone, benché il comandante Stentsch ne avesse fatte recuperare tra le macerie circa un migliaio, pagandole una crazia (kreuzer) cadauna.
La mattina del 31 agosto, esaurite le provviste e rimasto con sole 36 palle di cannone e 3-4 barili di polvere da sparo, il comandante di Mirandola, sentito il consiglio di guerra, fu costretto ad esporre la bandiera bianca della resa.
Il 1º settembre un corpo di 2 000 spagnoli entrò a Mirandola. Il giorno seguente il federmaresciallo commendatore Filippo di Gomiour assunse il governo della città. Lo stesso giorno, la guarnigione alemanna composta da 1 005 uomini, fu fatta prigioniera di guerra e fatta uscire dalla città: agli ufficiali furono lasciati i bagagli e i cavalli di proprietà, mentre neppure il gregario dovette essere spogliato.

## Conseguenze

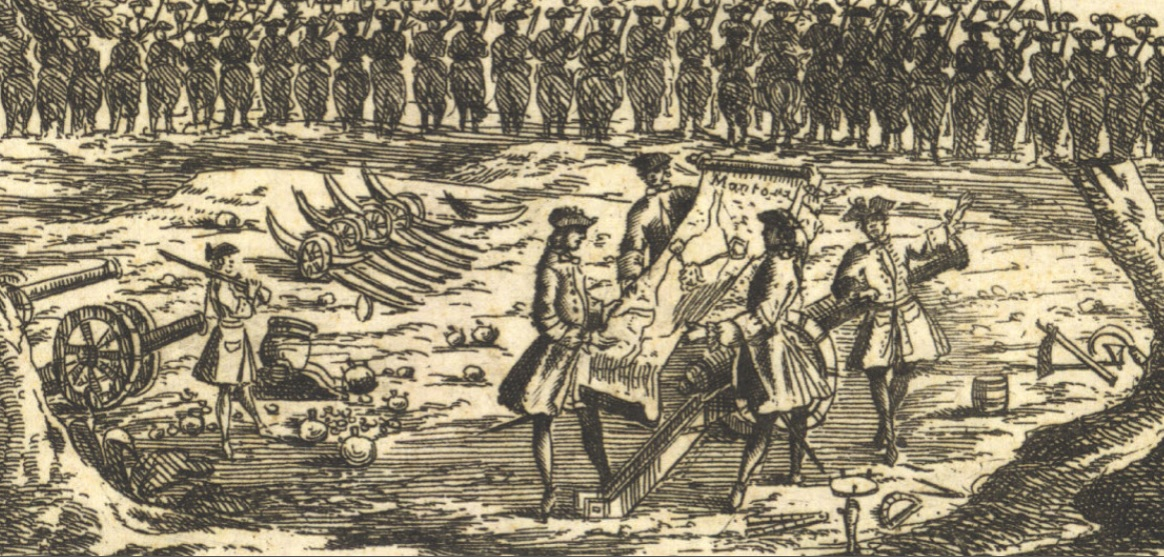
Conquistata Mirandola, gli spagnoli studiano l'assedio di Mantova, poi non avvenuto

Dopo la conquista di Mirandola, il duca di Montemar giunse il 9 novembre da San Possidonio a Mirandola, a cui fece arrivare dopo 10 giorni un rinforzo di altre 700 soldati spagnoli, con gran quantità di viveri, per meglio presidiare la città. Poco dopo si seppe che le accresciute forze cesaree stavano iniziando ad attraversare nuovamente il fiume Po.
In attesa di firmare i preliminari della pace di Vienna (poi sottoscritta solo nel 1738), gli spagnoli sgombrarono il campo portandosi via ogni rifornimento, e l'11 aprile 1736 cedettero la fortezza di Mirandola al generale imperiale conte di Wachtendonk che, dopo essersi introdotto nella fortezza con 400 uomini, la restituì al marchese Niccolao Lucchesini in nome del duca di Modena Rinaldo d'Este, che ritornò a Modena il 24 maggio.
Gli spagnoli abbandonarono definitivamente l'Italia partendo dal porto di Livorno il 9 febbraio 1737, mentre il 5 luglio successivo il duca di Modena riprese ufficialmente il presidio militare di Mirandola, lasciata il giorno precedente dagli alemanni.
La città di Mirandola venne di nuovo assediata nel 1742 dal re di Sardegna, questa volta nell'ambito della guerra di successione austriaca.